# Franc-Nohain

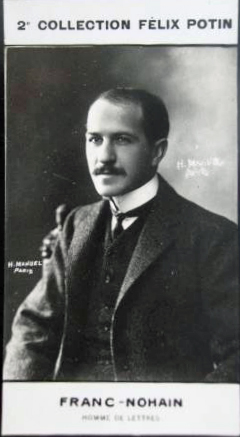
Franc Nohain (1872–1934)

Franc-Nohain, eigentlich Maurice Étienne Legrand (* 25. Oktober 1872 in Corbigny, Département Nièvre; † 18. Oktober 1934 in Paris), war ein französischer Schriftsteller und Librettist.
Franc-Nohain war Rechtsanwalt von Beruf und hatte die Stelle eines Subpräfekten inne. Er wurde vor allem als Librettist – u. a. für den Operettenkomponisten Claude Terrasse – und Lyriker bekannt und wurde als Ritter der Ehrenlegion ausgezeichnet. Er war Mitglied der Société des Auteurs dramatique und der Société des Auteurs et Compsiteurs de musique. Sein Sohn Claude Dauphin wurde Schauspieler, sein Sohn Jean Nohain wurde vor allem als Textdichter der Sängerin Mireille Hartuch bekannt, sein Enkel war der Schauspieler, Komiker und Dichter Dominique Nohain.

## Werke (Auswahl)
Prosa
- Poèmes amorphes. Les Inattentions et Sollicitudes. Edition Pouvert, Reims 1969 (Nachdr. d. Ausg. Paris 1893).
- Flûtes. Poèmes amorphes, fables, anecdotes, curiosités,. Edition de la Revue Blanche, Paris 1898.
- Les Chansons des trains et des gares. Edition de la Revue Blanche, Paris 1899.
- La nouvelle Cuisinièrie bourgeoisie. Plaisirs de table et soucis du ménage. 2. Aufl. Edition de la Revue Blanche, Paris 1900.
- Vingt mille Ames. 1901.
- Le Dimanche en famille. Juven, Paris 1902.
- Au pays de l’instar.
- Les Joujoux de la vie.
- Les Gardien des muses. Fasquelle, Paris 1913.
- Fiches d’histoire politique et sociale contemporaine. Lethielleux, Paris 1905.
- Robin des Bois.
- Histoire anecdotique de la guerre de 1914–1915. Lethielleux, Paris 1915/17 (14 Bde., zusammen mit Paul Delay).
- Jaboune. Editions Larousse, Wien 1924.
- De la mer aux Fosges. Boccard, Paris 1912.
- Fables. Gründ, Paris 1945 (illustriert von Henri Monnier).
- Le Cabinet de lecture. Renaissance des livres, Paris 1921.
- Le jardin des Bêtes et des Plantes. Edition Le Livre, Paris 1923.

Libretti
- Franc-Nohain: La Grenouille et la Capucin. Proverbe en un acte. Flammarion, Paris 1900.
- Jean Absil: Fansou ou Le Chapeau Chinois. Opéra lyrique. Paris 1944.
- Alfred Bachelet: Le jardin sur l’Oronte. Drame lyrique en 4 actes et 8 tables. Heugel, Paris 1932 (frei nach Maurice Barrès).
- Émile Jaques-Dalcroze: Le Bonhomme Jadis. Opéra comique en un acte. 1906 (frei nach Henri Murger).
- Fernand Vandérem: La Victime. Pièce en trois actes. Paris 1914.
- Maurice Ravel: L’Heure espagnole. Comédie musicale en un acte. 1905.